# Ринок взуття в Україні
Ри́нок взуття́ в Украї́ні схарактеризовано ємністю, насиченням, динамікою та трендами на ринку.

## Насиченість ринку

### Ємність ринку
Український ринок взуття, за різними оцінками, становить 100-170 млн пар, а приріст ринку - в середньому 10-12 % на рік.

### Насиченість ринку
За рівнем продажів взуття Україна поки що відстає від європейських країн. У Україні середній показник становить 2.7 пари взуття на душу населення, тоді як в Західній Європі - 6-8 пар. Хоча сегмент споживачів, які купують 2-3 пари взуття в рік, в Україні постійно росте, і за даними досліджень, становить більше 52%.

## Дистрибуція
Згідно з даними компанії «Пальміра-Рута», на ринку працює понад двадцять крупних операторів (оптових постачальників і виробників з об'ємом продажів більше 2 млн гривень в місяць) і більше 3 500 дрібних. На нашому ринку попит визначають крупні торгові мережі. Відомих вітчизняних дизайнерів, які б спеціалізувалися на дизайні взуття, в Україні практично немає. Саме фахівці крупних торгових мереж формують колекції, орієнтуючись на європейські і світові тенденції, підбираючи в процесі створення лінійки продукції відповідні матеріали верху, колірну гамму, форми носка, каблука, аксесуари і так далі. 

### Віртуальна торгівля
Збільшення кількості користувачів Інтернет уможливило як продажі, так і інформування категорій покупців про товари. Товар стає видимішим, доступнішим, легшим для пошуку та купівлі.

## Динаміка ринку
Джерело: З тієї ноги. Світ взуття очима українського споживача (рос.) Торговоє дєло [Архівовано 5 липня 2006 у Wayback Machine.]